# Списак друштвено-политичких радника СР Хрватске
Списак истакнутих друштвено-политичких радника СР Хрватске садржи списак личности које су обаљале државне и партијске фунцкије у Социјалистичкој Републици Хрватској и Савезу комуниста Хрватске, односно били — чланови Председништва СР Хрватске, чланови Председништва ЦК СК Хрватске, чланови Централног комитета СК Хрватске, чланови Извршног већа Сабора СР Хрватске, посланици Сабора СР Хрватске, чланови Савета Републике Хрватске, чланови Републичке конференције Социјалистичког савеза радног народа Хрватске, Републичког одбора Савеза удружења бораца Народноослободилачког рата Хрватске, чланови Републичке конференција Савеза социјалистичке омладине Хрватске, чланови Републичког већа Савеза синдиката Хрватске, председници Скупштине града Загреба, председници Председништва Градског комитета Савеза комуниста Загреба и др.
1. Петар Алфиревић (1918—)
2. Иван Амулић (1911—1973)
3. Вицко Антић (1912—1999)
4. Јосип Антоловић (1916—1999)
5. Илија Антуновић (1919—2005)
6. Лутво Ахметовић (1914—2007)
7. Антун Туна Бабић (1875—1957)
8. Томислав Бадовинац (1934)
9. Лука Бајакић (1924—2014)
10. Владимир Бакарић (1912—1983)
11. Борис Бакрач (1912—1989)
12. Милутин Балтић (1920—2013)
13. Анте Банина (1915—1977)
14. Максимилијан Баће (1914—2005)
15. Марко Белинић (1911—2004)
16. Анка Берус (1903—1991)
17. Срећко Бијелић (1930—2004)
18. Антун Бибер (1910—1995)
19. Јуре Билић (1922—2006)
20. Мате Билобрк (1920—1976)
21. Јаков Блажевић (1912—1996)
22. Андрија Божанић (1906—1989)
23. Душан Бркић (1913—2000)
24. Звонко Бркић (1912—1977)
25. Никола Брозина (1909—2001)
26. Антун Бубић (1929—)
27. Иван Буковић (1915—1989)
28. Раде Булат (1920—2013)
29. Вице Буљан (1905—1978)
30. Александар Варга (1926—)
31. Анте Вркљан (1899—1969)
32. Иво Врховец (1925—)
33. Јосип Врховец (1926—2006)
34. Божидар Гагро (1938—2009)
35. Павле Гажи (1927—2001)
36. Фрањо Гажи (1900—1964)
37. Драго Гиздић (1912—1983)
38. Чедо Грбић (1921—1994)
39. Павле Грегорић (1892—1989)
40. Марија Гржетић (1910—1991)
41. Душанка Грубор (1917—)
42. Маринко Груић (1927—1985)
43. Иван Гуво (1910—1992)
44. Савка Дабчевић Кучар (1923—2009)
45. Стјепан Дебељак (1908—1968)
46. Иван Денац (1917—2001)
47. Ема Дероси Бјелајац (1926—2020)
48. Драгутин Димитровић (1949—2012)
49. Перо Дјетелић (1926—)
50. Душан Драгосавац (1919—2014)
51. Јошо Дурбаба (1920—2012)
52. Јосип Ђерђа (1911—1990)
53. Милош Жанко (1915—2000)
54. Дина Златић (1914—)
55. Саво Златић (1912—2007)
56. Младен Ивековић (1903—1970)
57. Стјепан Ивић (1914—1988)
58. Љубо Илић (1905—1994)
59. Дара Јанековић (1924—2001)
60. Грга Јанкес (1906—1974)
61. Едо Јардас (1901—1980)
62. Анте Јосиповић (1925—2019)
63. Бернардо Јурлина (1949—)
64. Анте Јурјевић (1915—2001)
65. Маријан Калањ (1932—)
66. Ратко Карловић (1927—2015)
67. Фрањо Кнебл (1915—2006)
68. Јосип Колар (1923—)
69. Славко Комар (1918—2012)
70. Марко Копртла (1929—)
71. Иван Стево Крајачић (1906—1986)
72. Сока Крајачић (1917—1978)
73. Мирјана Крстинић (1925—)
74. Вицко Крстуловић (1905—1988)
75. Мато Крпан (1919—)
76. Павао Крце (1890—1977)
77. Милка Куфрин (1921—2000)
78. Филип Лакуш (1888—1958)
79. Иво Латин (1929—2002)
80. Будимир Лончар (1924—2024)
81. Иво Марган (1926—2010)
82. Анте Марковић (1924—2011)
83. Јосип Манолић (1920—2014)
84. Лео Матес (1911—1991)
85. Борислав Микелић (1939—2018)
86. Мато Микић (1937—2019)
87. Антун Миловић (1934—2008)
88. Милан Мишковић (1918—1978)
89. Карло Мразовић (1902—1987)
90. Марко Мркоци (1918—1997)
91. Вилим Мулц (1927—2006)
92. Владимир Назор (1876—1949)
93. Стјепан Новаковић
(1932—)
94. Слава Огризовић (1907—1976)
95. Станко Опачић (1903—1994)
96. Богдан Орешчанин (1916—1978)
97. Мирко Павлековић (1929—2007)
98. Чедо Паић
99. Станко Пармаћ (1913—1982)
100. Ката Пејновић (1899—1966)
101. Иво Перишин (1925—2008)
102. Јакша Петрић (1922—1993)
103. Богдан Пецотић (1912—1998)
104. Перо Пиркер (1927—1972)
105. Милка Планинц (1924—2010)
106. Марко Половић 1895—1980
107. Миле Почуча (1899—1979)
108. Даринка Пушкарић (1922—1993)
109. Ивица Рачан (1944—2007)
110. Никола Рачки (1914—1994)
111. Срећко Реић (1914—1987)
112. Светозар Ритиг (1873—1961)
113. Иван Рукавина (1912—1992)
114. Миливој Рукавина (1916—2009)
115. Анђелко Руњић (1938—2015)
116. Драгутин Саили (1899—1968)
117. Иво Сарајчић (1915—1994)
118. Јуре Сарић (1917—1986)
119. Целестин Сарделић (1944—2009)
120. Никола Секулић (1911—2002)
121. Иво Сењановић (1917—2005)
122. Јаков Сиротковић (1922—2002)
123. Анте Скатаретико (1928—2003)
124. Златан Сремец (1898—1971)
125. Нада Сремец (1898—1970)
126. Маријан Стилиновић (1904—1959)
127. Станко Стојчевић (1929—2009)
128. Јоцо Тарабић (1916—1995)
129. Симо Тодоровић (1907—2010)
130. Мико Трипало (1926—1995)
131. Златко Узелац (1922—2012)
132. Мате Ујевић (1920—2002)
133. Стипе Угарковић (1910—1985)
134. Јово Угрчић (1923—2005)
135. Ивица Фекете (1927—2014)
136. Фране Фрол (1899—1989)
137. Стјепан Фунарић (1921—1979)
138. Драгутин Харамија (1923—2012)
139. Андрија Хебранг (1899—1949)
140. Већеслав Хољевац (1917—1970)
141. Звонимир Храбар
142. Јосип Хрнчевић (1901—1994)
143. Јосип Цази (1907—1977)
144. Перо Цар (1920—1985)
145. Маријан Цветковић (1920—1990)
146. Душан Чалић (1918—1993)
147. Иван Шибл (1917—1989)
148. Марија Шољан Бакарић (1913—1996)
149. Мика Шпиљак (1916—2007)
150. Стипе Шувар (1936—2004)